# فرانسوا لتکسیر
فرانسوا لتکسیر (زاده ۲۴ آوریل ۱۹۸۹) یک داور فوتبال فرانسوی است که در لیگ ۱ قضاوت می‌کند. او از سال ۲۰۱۷ عضو فیفا شده و در رده بندی داوران دسته اول یوفا قرار دارد. همچین قرار است فینال جام ملت‌های اروپا ۲۰۲۴ را در تاریخ ۱۴ جولای قضاوت کند